# Strada europea E45
La strada europea E45 è un asse viario misto di classe A, che attraversa la dorsale europea nord/sud, da Alta, nella contea di Finnmark, in Norvegia, ed attraversando Finlandia, Svezia, Danimarca, Germania, ed Austria si arriva a Gela, nella regione Sicilia, in Italia.
Il percorso complessivo è di 5190 km, che si snodano attraverso i territori dei seguenti Paesi europei: Norvegia, Finlandia, Svezia, Danimarca, Germania, Austria e Italia; l'asse è misto, autostradale, stradale e marittimo. L'itinerario comprende due attraversamenti marittimi mediante traghetti, il primo tra Svezia e Danimarca, il secondo tra la parte continentale dell'Italia e la Sicilia, dove la strada termina.
Nell'agosto 2016, dopo una proposta del 2007, i governi di Norvegia e Finlandia hanno applicato l'estensione dell'E45 Karesuando–Kaaresuvanto–Palojoensuu–Hetta–Kautokeino–Alta, divenuta valida dal 5 dicembre 2017. I segnali E45 sono stati posizionati a partire dal 9 febbraio 2018.

## Norvegia
La strada europea E45 ha origine ad Alta, in Norvegia, dalla strada europea E6.
La E45 si dirige verso sud e termina dopo 171 km al confine con la Finlandia. La E45 nel tratto norvegese attraversa la città di Kautokeino.

## Finlandia
La strada europea E45 entra in Finlandia con la strada 93 attraversa Hetta fino a Palojoensuu, in Finlandia, In seguito segue la E6 da Palojoensuu a Karesuvanto nei pressi del confine finno-svedese. A Karesuvanto prende il nome di 959.
Il tratto finlandese della E45, composto dalla strada regionale 959, E8, e strada regionale 93 termina dopo 100 km sul ponte sul fiume Muonionjoki, fiume che segna il confine tra Finlandia e Svezia.
- Strada regionale finlandese 959: Karesuvanto - confine finnico-svedese
- Strada statale E8: Karesuvanto - Palojoensuu
- Strada regionale finlandese 93: Palojoensuu - confine finnico-norvegese

## Svezia
In origine, l'asse viario aveva il suo estremo settentrionale nella città di Göteborg, in Svezia. Nel corso del 2006 il percorso della E45 è stato ulteriormente ampliato includendovi la strada nazionale svedese 45. Sebbene nel documento ufficiale di estensione della strada il nuovo punto di partenza settentrionale sia indicato con il nome svedese del paese di Karesuando, dal 2006 il punto d'origine si trova in Finlandia.
Il prolungamento verso nord dell'asse viario ha comportato anche l'aggiunta del percorso Östersund–Mora–Grums, Göteborg, che ha esteso la lunghezza della strada di altri 1 690 km. La nave-traghetto Göteborg-Frederikshavn, che fa parte della E45, ha circa otto partenze giornaliere e impiega 2-3 ore per compiere la traversata.
- Strada nazionale svedese 45: Karesuando (confine finno-svedese) - Göteborg
- traghetto: Göteborg (Svezia) - Frederikshavn (Danimarca)

## Danimarca
In Danimarca l'E45 è composta da 4 autostrade che collegano la città di Frederikshavn (nel nord) con il paese di Padborg vicino al confine con la Germania. Il percorso della E45 in territorio danese si sviluppa per una lunghezza di 352 km.
- traghetto Göteborg (Svezia) - Frederikshavn (Danimarca)
- Frederikshavnmotorvejen: Frederikshavn - Aalborg
- Nordjyske Motorvej: Aalborg - Arhus
- Ostjyske Motorvej: Arhus - Vejle
- Sonderjyske Motorvej: Vejle - Padborg (confine danese-tedesco)

## Germania
|  |  | A 7:  | Ellund (confine danese-tedesco) - Würzburg                 |
|  |  | A 3:  | Würzburg - Norimberga                                      |
|  |  | A 9:  | Norimberga - Monaco di Baviera                             |
|  |  | A 99: | Tangenziale di Monaco (dallo svincolo 13 allo svincolo 21) |
|  |  | A 8:  | Monaco di Baviera - Rosenheim                              |
|  |  | A 93: | Rosenheim - Kiefersfelden (confine austro-tedesco)         |

## Austria
|  |  | A12 | Kufstein (confine austro-tedesco) - Innsbruck  |
|  |  | A13 | Innsbruck - Brennero (confine austro-italiano) |

## Italia

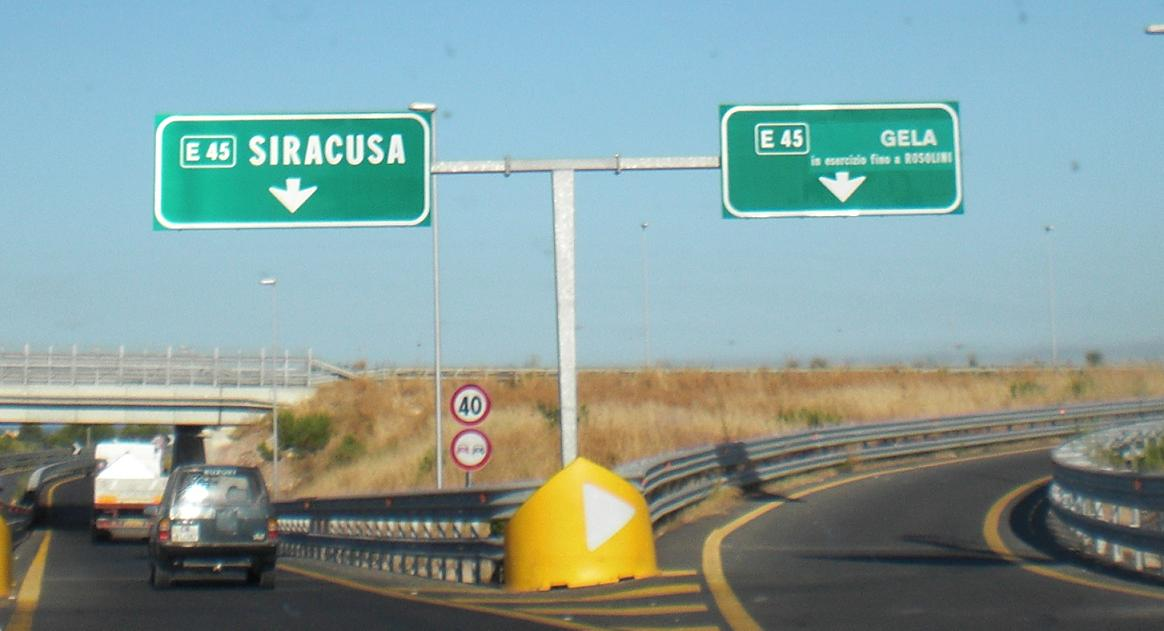
Segnaletica per la E45 in Sicilia

In Italia la E45 si sviluppa sia su autostrade sia su strade statali:
|  |  | A22:       | Brennero - Modena                                 |
|  |  | A1:        | Modena - Bologna                                  |
|  |  | A14:       | Bologna - Cesena                                  |
|  |  | SS 3 bis:  | Cesena - Perugia - Terni                          |
|  |  | SS 675:    | Terni - Orte                                      |
|  |  | A1:        | Orte - Napoli                                     |
|  |  | A3:        | Napoli - Salerno                                  |
|  |  | A2:        | Salerno - Cosenza - Villa San Giovanni            |
|  |  | SS 738:    | Villa San Giovanni                                |
|  |  | traghetto  | Villa San Giovanni - Messina (Stretto di Messina) |
|  |  | A18:       | Messina - Catania                                 |
|  |  | RA15:      | San Gregorio di Catania - Passo Martino           |
|  |  | Aut.CT-SR: | Catania - Augusta/Villasmundo                     |
|  |  | SS114:     | Augusta/Villasmundo - Siracusa                    |
|  |  | A18:       | Siracusa - Modica                                 |
|  |  | SS 115:    | Modica - Gela                                     |